# Price Cobb
Price Cobb, född den 10 december 1954, är en amerikansk racerförare.
Price Cobb är mest känd för att ha vunnit Le Mans 24-timmars 1990, tillsammans med John Nielsen och Martin Brundle.